# نهایت ضربه
حداکثر ضربه (به روسی: Maksimal'ny udar) (به انگلیسی: Maximum Impact) یک فیلم اکشن روسی-آمریکایی محصول سال ۲۰۱۷ به کارگردانی آندری بارتکویاک با بازی راس لامانا، الکساندر نوسکی، کلی هو، یوگنی استیچکین، مارک داکاسیوس، دنی ترخو، توماس آرنولد و اریک رابرتس است. این فیلم در تاریخ ۳۰ نوامبر ۲۰۱۷ در روسیه اکران شد و در ۲ اکتبر ۲۰۱۸ به صورت ویدیویی در آمریکا منتشر شد.